# Jacinto Serrano López
Jacinto Serrano López, O.P., foi um religioso católico espanhol beatificado por João Paulo II a 11 de Março de 2001. 

## Vida e obras
Ficou órfão de mãe poucos meses depois de nascer e de pai aos seis anos de idade. Ingressou na Escola Apostólica de Solsona em 1913 e foi ordenado sacerdote em 1925. Enquanto estudava na Faculdade de Ciências Fisico-químicas de Valência, exerceu a profissão de professor no seminário dominicano de Calanda.
Foi director da revista «Rosas y Espinas», colaborador da revista «Contemporánea» e director da «Asociación de Señoritas de la Beata Imelda», até que em 1936 se tornou Vigário Provincial da Ordem dos Pregadores (dominicanos). Nessas funções tratou de providenciar a saída para França dos demais religiosos da sua ordem, em virtude das perseguições decorrentes da Guerra Civil de Espanha. 
Em Novembro desse mesmo ano, foi detido e  fuzilado no dia 25, na povoação de Puebla de Hijar, gritando nos seus momentos finais: «Viva Cristo-Rei».